# Smolensker Operation
1941: Białystok-Minsk – Dubno-Luzk-Riwne – Smolensk – Uman – Kiew – Odessa – Leningrader Blockade – Wjasma-Brjansk – Charkow – Rostow – Moskau – Tula

1942: Rschew – Charkow – Ljuban/Wolchow – Kertsch/Sewastopol – Fall Blau – Kaukasus – Stalingrad – Operation Mars

1943: Woronesch-Charkow – Operation Iskra – Nordkaukasus – Charkow – Kursk – Orjol – Donez-Mius – Donbass – Belgorod-Charkow – Smolensk – Dnepr – Kiew

1944: Dnepr-Karpaten – Leningrad-Nowgorod – Krim – Wyborg–Petrosawodsk – Operation Bagration – Lwiw-Sandomierz – Jassy–Kischinew – Belgrad – Petsamo-Kirkenes – Baltikum – Karpaten – Ungarn

1945: Kurland  – Weichsel-Oder – Ostpreußen – Westkarpaten – Niederschlesien – Ostpommern – Plattensee – Oberschlesien – Wien – Oder – Berlin – Prag

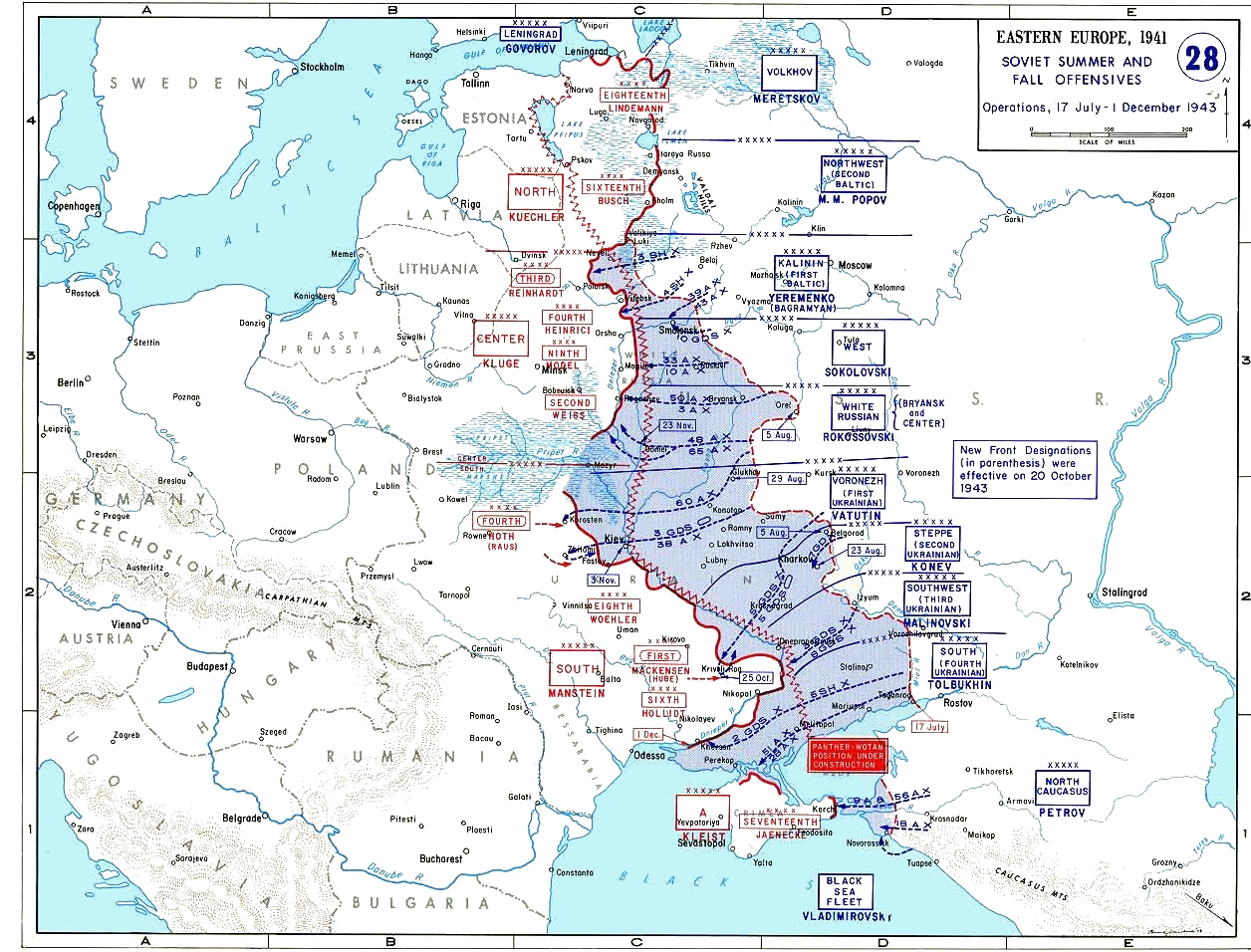
Karte der Smolensker Operation und der damit verbundenen Offensiven

Die Smolensker Operation (auch als Operation Suworow bekannt; russisch Смоленская операция) war eine große Offensive der Roten Armee im Zweiten Weltkrieg, die vom 7. August bis zum 2. Oktober 1943 dauerte. Im Laufe dieser Operation wurden vier Unteroperationen durchgeführt, die von russischen Militärhistorikern als Spas-Demensker Operation, Jelnja-Dorogobuscher Operation, Duchowschtschina-Demidower Operation und Smolensk-Roslawler Operation bezeichnet werden.

## Truppenstärke

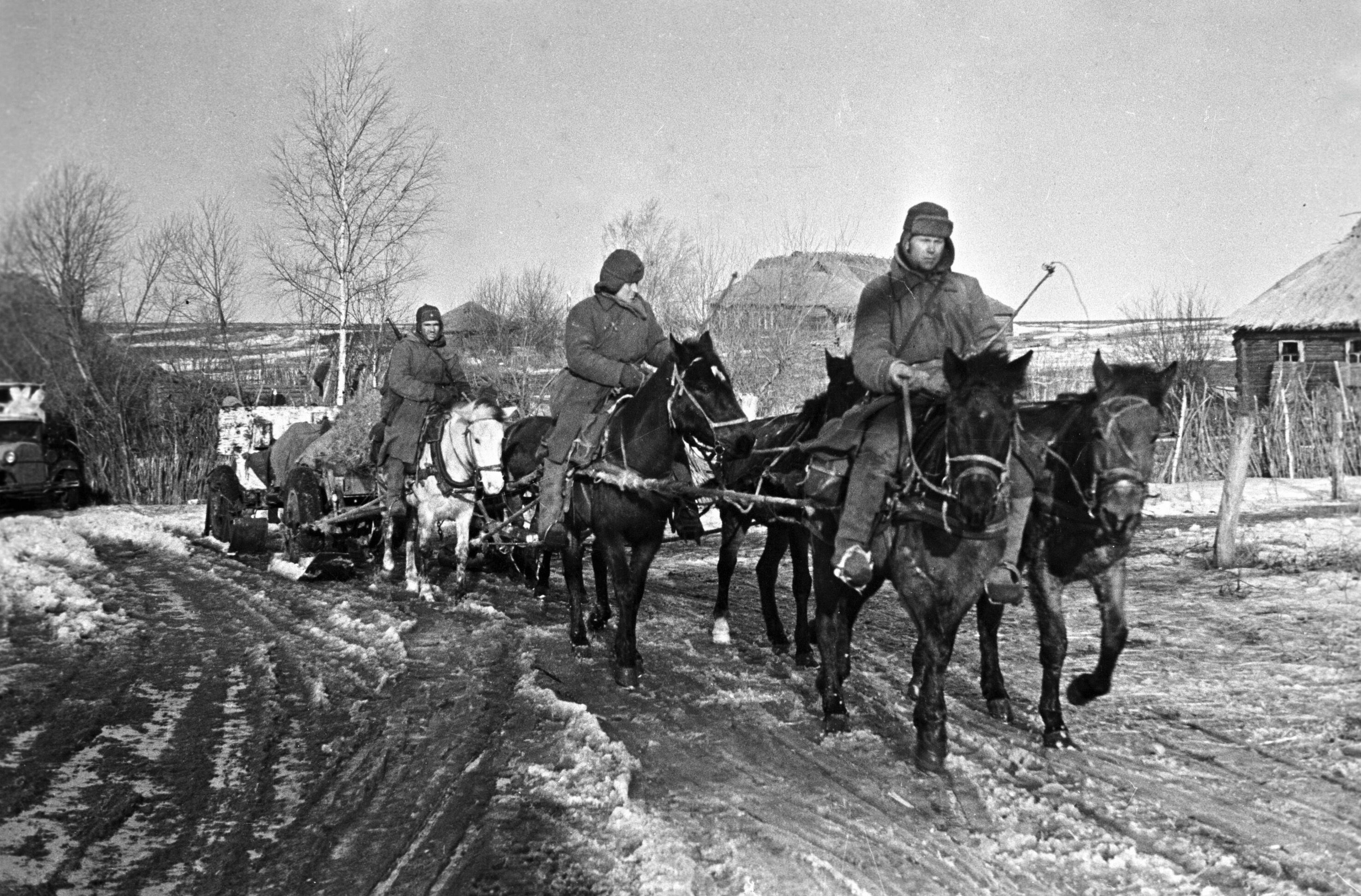
Sowjetischer Kavalleriezug der 416. Schützendivision nordwestlich von Wjasma, März 1943

Die sowjetische Offensive wurde von der Westfront unter Sokolowski zusammen mit der linken Flanke der Kalininfront unter Jerjomenko durchgeführt. Die eingesetzten sowjetischen Streitkräfte verfügten über 1,253 Mio. Soldaten, 20.640 Geschütze, 1.436 Panzer und 1.000 Flugzeuge. Die deutsche Heeresgruppe Mitte unter Generalfeldmarschall von Kluge hatte etwa 850.000 Soldaten, 8.800 Geschütze, 500 Panzer und bis zu 700 Flugzeuge (3. Panzerarmee, 4. Armee und Teile der 9. Armee) zur Verfügung. Die 100–130 Kilometer tiefe deutsche Verteidigung wurde auf schwierigem Gelände mit zahlreichen Wäldern, Seen und Sümpfen aufgebaut.

## Verlauf

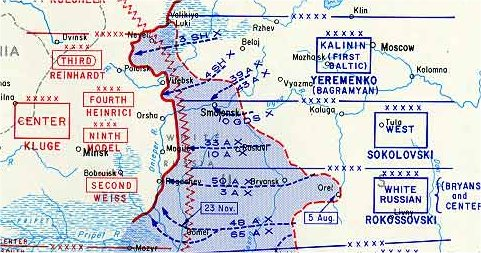
Detailkarte der Smolensker Offensive mit dem bogenförmigen Verlauf der Sowjetischen Frontlinie

### Angriffe bei Spas-Demensk und Kirow
Am 7. August griffen die 10. Gardearmee (General K. P. Trubnikow), die 33. und 49. Armee (Generalmajor I. T. Grischin) der Westfront an und drohten die deutsche Gruppierung bei Spas-Demensk einzukesseln, weshalb die deutsche 4. Armee (Generaloberst Heinrici) begann, sich geordnet zurückzuziehen. Beim deutschen XII. Armeekorps (General der Infanterie von Tippelskirch) konnten zunächst neuerliche Angriffe der 49. Armee gegen Spas-Demensk abgeschlagen werden. Im Raum Kirow hielt das LVI. Panzerkorps bei Pesotschnja Anschluss an das LV. Armeekorps der 2. Panzerarmee (A.O.K. am 18. August herausgezogen, dann Befehlsbereich der 9. Armee). Die Gruppe des Generals Hoßbach war westlich des Flusses Bolwa konzentriert: im Süden hielt die 321. Infanterie-Division am Westufer des Flusses Stellungen gegenüber Kirow, im Westen und Norden des Frontvorsprunges hielten die 131. und 14. Infanterie-Division gegenüber der sowjetischen 10. Armee. Zwischen Bolschucha und Alexsandrowskoje spielte sich der Hauptkampf um den Besitz der Rollbahn Roslawl-Juchnow ab, am nördlichen Flügel wurde hier die abgekämpfte 9. Panzer-Division aus der Reserve zugeführt. Zudem wurden die in ihrer Kampfkraft geschwächte 5. und 20. Panzer-Division zur Hilfe des durch die sowjetische 10. Armee und 5. mechanischen Korps (General M. W. Wolkow) bedrängten südlichen Abschnittes eingesetzt.
Am 13. August wurde Spas-Demensk durch die 49. Armee im Zusammenwirken mit der 33. Armee (General W. N. Gordow) und dem 2. Garde-Panzerkorps (Generalmajor A. S. Burdenji) befreit, welche bis zum 20. August noch etwa 10 Kilometer vordrangen und dann an der Desna zur Verteidigung übergingen.
Am 13. August griff der linke Flügel der Kalinin-Front (39. Armee unter General A. I. Sygin und 43. Armee unter General K. D. Golubew) sowie der rechte Flügel der Westfront (31. Armee unter Generalleutnant W. A. Glusdowski) in Richtung Duchowschtschina an. Der Angriff wurde am 17. August abgebrochen, weil Gegenstöße einsetzten und die Verteidigungslinien des deutschen XXVII. Armeekorps nicht überwunden werden konnten.

### Jelnja-Dorogobuscher Operation

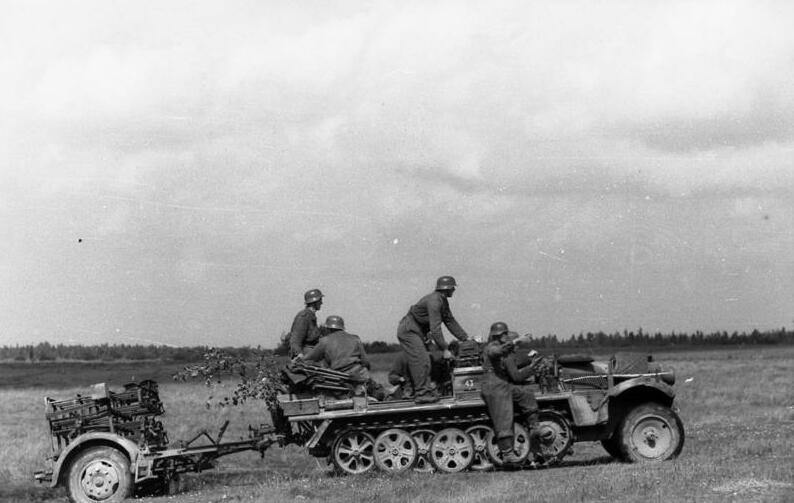
Deutsche Truppen bei Smolensk, August 1943

Am 18. August änderte sich nach dem Abgang der 2. Panzerarmee die Abschnittsgrenze zwischen der deutschen 9. und 4. Armee, die Straße zwischen Roslawl und Juchnow bildete hinfort die neue Grenze, bei der zusätzlich das LVI. Panzerkorps in den Befehlsbereich der 9. Armee wechselte. Generaloberst Model schaltete wegen der Bedrohung der durch das Eingreifen der Brjansker Front (Generaloberst M. M. Popow) bedrohten Verbindungswege von Smolensk nach Roslawl zwischen den Korpskommandos LV. und LVI. das XXXXI. Panzerkorps ein. Am 27. August wurde das LVI. Panzerkorps überhaupt aus der Front herausgelöst und durch das Korpskommando XXXXI. (General der Panzertruppe Harpe) ersetzt, welches den bedrohten Raum Smolensk zu schützen hatte.
Am 28. August erzielten die sowjetischen Truppen einen erneuten Durchbruch, den die Wehrmacht vergeblich mit Gegenstößen zu schließen versuchte.
Im Abschnitt des deutschen IX. Armeekorps (General der Infanterie Schmidt) wurde am 30. August Jelnja durch die sowjetische 33. Armee befreit und am 1. September Dorogobusch durch die sowjetische 5. Armee (Generalmajor W. S. Polenow) freigekämpft. Am 6. September wurden eine Infanteriedivision und eine SS-Brigade aus der Reserve herangezogen, welche das weitere Vordringen der sowjetischen Truppen zunächst noch eindämmen konnten.

### Duchowschtschina-Demidower Operation
Nach der Umgruppierung der sowjetischen Truppen eröffneten diese am 14./15. September eine neue Angriffsphase, welche auch den rechten Flügel der deutschen 3. Panzerarmee erfasste. Am 14. September eröffneten Truppen der Kalinin-Front den Angriff auf Demidow und Duchowschtschina. Den Hauptangriff führte die 39. Armee (jetzt unter Generalleutnant N. J. Bersarin) und der linke Flügel der 43. Armee (Generalleutnant K. D. Golubjew) mit zusammen 12 Schützendivisionen, dazu aus der Reserve das 5. Garde-Schützenkorps. Truppen des rechten Flügels der Westfront (31., 5. und 68. Armee) versuchten in die deutschen Stellungen im Raum Jarzewo einzubrechen, geplant war nach Überquerung der Flüsse Vop und Dnjepr, die Vereinigung mit dem linken Flügel der Kalinin-Front zu erreichen.
Bis zum Ende des Tages konnten die deutschen Stellungen auf 30 Kilometer Breite zwischen 3 und 13 Kilometer tief eingedrückt werden. Nach 4-tägigen Kämpfen war die Verteidigung des deutschen VI. und XXVII. Armeekorps vollständig durchbrochen. In der Nacht des 19. September drang die 39. Armee nach Unterstützung der 3. Luftarmee (Generalleutnant N. F. Papiwin) in Duchowschtschina ein. Die 43. Armee rückte am 22. September nach zweitägigem Kampf mit dem 91. Schützenkorps (Generalmajor F. A. Wolkow) in Demidow ein.

### Smolensk-Roslawler Operation

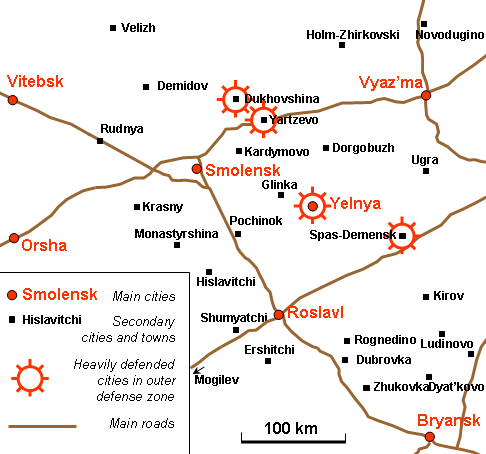
Übersicht über die Region Smolensk während der Schlacht

Am 15. September wurden die Verteidigungslinie der deutschen 4. Armee fast überall durchbrochen, die sowjetischen Truppen wurden durch im Hinterland operierende Partisanen unterstützt. Die Hauptangriffe der Westfront wurde jetzt von der 10. Garde-, der 21. und 33. Armee über Potschinok auf Orscha angesetzt. Die Armeen des rechten Flügels (31., 5. und neu eingeführte 68. Armee) sollten die deutsche Gruppierung bei Smolensk umfassen, während der linke Flügel (49. und 10. Armee) sich auf die Einnahme von Roslawl konzentrieren und die Erreichung des Sosch-Abschnittes zu forcieren hatte. Am 16. September eroberten Einheiten der 31. Armee (36. Schützenkorps unter Generalmajor N. N. Oleschew) die Stadt Jarzewo.
Am 23. September schnitten sowjetische Truppen die Eisenbahnlinie zwischen Smolensk und Roslawl ab und bedrohten das südliche Vorfeld von Smolensk. Die Stadt Potschinok wurde von Streitkräften der 33. Armee eingenommen. Am 23. September musste infolge der Gesamtlage Smolensk vom XXXIX. Panzerkorps geräumt werden und wurde vom sowjetischen 72. Schützenkorps (Generalmajor J. M. Prokofjew) der 31. Armee besetzt. Nordwestlich davon fiel die Stadt Rudnja am 29. September in die Hände des 5. Schützenkorps (Generalmajor V. G. Poznjak) der 39. Armee. Am 25. September wurde Roslawl durch die sowjetische 10. Armee befreit. Am 2. Oktober erhielten die sowjetischen Truppen im Raum östlich von Tschaussy den Befehl, die Offensive zu stoppen. Die Truppen der Westfront beendeten die Operation an der neuen Frontlinie Ljady, Drybin und am Fluss Pronja.
Durch den zusätzlichen Angriff der Brjansker Front hatte sich die Lage der Heeresgruppe Mitte bis zum 3. Oktober in andauernden Kämpfen weiter verschlechtert. Der Zusammenhang zur Heeresgruppe Süd war ebenfalls nur vage, weil die Ausweichbewegungen an ihren inneren Flügeln nicht in Übereinstimmung erfolgten.

## Verluste und Folgen
Die Rote Armee stieß auf der 400 km breiten Front 100–150 km nach Westen vor und kehrte seit 1941 zum ersten Mal auf das Gebiet Belarus zurück. Sie verlor insgesamt 451.466 Soldaten, wobei insgesamt 107.645 Todesopfer zu beklagen waren. Außerdem gingen auf sowjetischer Seite 863 Panzer und Sturmgeschütze und 303 Flugzeuge verloren. Die den Frontabschnitt bei Smolensk verteidigende deutsche 4. Armee verlor im gleichen Zeitraum 49.477 Soldaten. Diese Operation entlastete die sowjetischen Truppen in der Schlacht am Kursker Bogen, die aus sowjetischer Sicht bis zum 23. August 1943 dauerte. Die deutsche 4. Armee war durch die fortgesetzten Angriffe nicht in der Lage, der deutschen 9. Armee Unterstützung zu leisten.

### Englisch
- David M. Glantz, Jonathan House: When Titans Clashed, Modern War Studies, 1995. I6-0899-0, Table B.
- David M. Glantz: Soviet military deception in the Second World War. Frank Cass & Co. Ltd., Oxon 1989, ISBN 0-7146-3347-X.

### Russisch
Bei der Betrachtung sowjetischer Quellen mit Ausnahme von Samisdat- und Tamisdat-Literatur, die bis zum Jahr 1987 veröffentlicht wurden, muss die Tätigkeit der sowjetischen Zensurbehörden (Glawlit, Militärzensur) bei der Revision diverser Inhalte im Sinne der sowjetischen Propaganda berücksichtigt werden. (→ Zensur in der Sowjetunion)
- Autor? World war 1939–1945 (collection of essays), Moskau, Ed. Foreign Lit. 1957.
- Andrei Antonowitsch Gretschko et al., Geschichte des Großen Vaterländischen Krieges, 1941–1945, Moskau, 1963.
- A. A. Gretschko et al., History of Second World War, Moskau, 1973–1979, Band 7.
- Istomin, V.P. (collective work, part written by V.P.Istomin) Operations of Soviet Armed Forces during the Great Patriotic War 1941–1945, Band 2, Voenizdat, Moskau, 1958.
- Istomin, V.P. Smolensk offensive operation, 1943, Moskau, Mil. Lib., 1975.[1]
- Konstantin Konstantinowitsch Rokossowski Soldatenplicht – Erinnerungen eines Frontoberbefehlshabers, Militärverlag der DDR, Berlin 1971. (Originaltitel: Soldatskij Dolg. (russisch Солдатский долг.) Voenisdat Moskwa 1968.)
- Nikolai Shefov. Russian fights, Lib. Military History, Moskau, 2002.
- Alexander Michailowitsch Wassilewski: Sache des ganzen Lebens, Militärverlag der DDR, Berlin 1988, ISBN 3-327-00634-2. (Originaltitel: Delo vjsej schisn (russisch Дело всей жизни.) Politisdat Моskwа 1978.)
- Voenno-istoricheskiy zhurnal (Military history journal), 1969, #10, S. 31,32.
- WoronoW, N.N. On military duty, Moskau, Lib. Milit. Ed., 1963.
- Andrei Iwanowitsch Jerjomenko Years of retribution, Moskau, Science, 1969.
- Zhukov, G.K. Memoirs, Moskau, Ed. APN, 1971, S. 485.
- Vladimir Antonovich Zolotarev and al., Great Patriotic War 1941–1945 (collection of essays), Moskau, 1998. [2]